# Junior Tchamadeu
Junior Baptiste Tchamadeu (ur. 22 grudnia 2003 w Londynie) – kameruński piłkarz grający na pozycji prawego obrońcy. Od 2023 jest zawodnikiem klubu Stoke City.

## Kariera klubowa
Swoją karierę piłkarską Tchamadeu rozpoczął w klubie Colchester United. W 2020 roku awansował do kadry pierwszej drużyny. 5 grudnia 2020 zadebiutował w nim w EFL League Two w wygranym 2:1 domowym meczu z Grimsby Town. W Colchester grał do lata 2023.
Latem 2023 Tchamadeu przeszedł do Stoke City, grającego w EFL Championship. Swój debiut w nim zaliczył 16 września 2023 w przegranym 0:1 wyjazdowym meczu z Norwich City.
| Sezon   | Klub              | Kraj   | Rozgrywki      | Mecze | Bramki |
| ------- | ----------------- | ------ | -------------- | ----- | ------ |
| 2020/21 | Colchester United | Anglia | EFL League Two | 11    | 0      |
| 2021/22 | Colchester United | Anglia | EFL League Two | 26    | 1      |
| 2022/23 | Colchester United | Anglia | EFL League Two | 41    | 5      |
| 2023/24 | Colchester United | Anglia | EFL League Two | 4     | 0      |

## Kariera reprezentacyjna
W reprezentacji Kamerunu Tchamadeu zadebiutował 17 listopada 2023 w wygranym 3:0 meczu eliminacji do MŚ 2026 z Mauritiusem, rozegranym w Duali. W 2024 roku powołano go do kadry na Puchar Narodów Afryki 2023. Rozegrał w nim dwa mecze grupowe: z Gwineą (1:1) i z Senegalem (1:3).